# Saint-Étienne-de-Tulmont
Saint-Étienne-de-Tulmont é uma comuna francesa na região administrativa de Occitânia, no departamento de Tarn-et-Garonne. Estende-se por uma área de 21,14 km². Em 2010 a comuna tinha 3 939 habitantes (densidade: 186,3 hab./km²).